# Deltocyathus corrugatus
Deltocyathus corrugatus är en korallart som beskrevs av Stephen D. Cairns 1999. Deltocyathus corrugatus ingår i släktet Deltocyathus och familjen Caryophylliidae. Inga underarter finns listade i Catalogue of Life.